# Герт Маннесманн
Герт Маннесманн (нім. Gert Mannesmann; 14 жовтня 1910, Бонн — 8 квітня 1945, Гамбург) — німецький офіцер-підводник, капітан-лейтенант резерву крігсмаріне (1 січня 1944). Кавалер Німецького хреста в золоті.

## Біографія
В 1933 році вступив на флот. З вересня 1939 року — 1-й вахтовий офіцер в 11-й флотилії мінних тральщиків. З березня 1940 року — командир корабля 11-ї флотилії мінних тральщиків. З серпня 1940 року — командир корабля 56-ї флотилії мінних тральщиків, одночасно заступник командира флотилії. В червні-листопаді 1941 року пройшов курс підводника. З листопада 1941 року — вахтовий офіцер на підводному човні U-563, з квітня 1942 року — на U-156. З грудня 1942 по березень 1943 року пройшов курс командира човна. З 19 травня 1943 року — командир U-545. 9 грудня 1943 року вийшов у свій перший і останній похід. 30 грудня 1943 року пошкодив британський торговий теплохід Empire Housman водотоннажністю 7359 тонн, навантажений баластом; ніхто з 46 членів екіпажу пароплава не загинув. 10 лютого 1944 року U-545 був потоплений західніше Гебридів глибинними бомбами британського бомбардувальника «Веллінгтон» . 1 член екіпажу загинув, 56 (включаючи Маннесманна) вціліли і були підібрані U-714, який 25 лютого доставив їх в Сен-Назер. З 19 липня 1944 року — командир нового електрочовна U-2502. Загинув під час бомбардування верфі Howaldtswerke, на якій U-2502 проходив обслуговування.

## Нагороди
- Медаль «За вислугу років у Вермахті» 4-го класу (4 роки)
- Залізний хрест 2-го і 1-го класу
- Нагрудний знак мінних тральщиків
- Нагрудний знак підводника
- Німецький хрест в золоті (7 березня 1944)
- Фронтова планка підводника в бронзі